# Hultsjön (Lerbäcks socken, Närke)
Hultsjön är en sjö i Askersunds kommun i Närke och ingår i Nyköpingsåns huvudavrinningsområde.